# Беријев Бе-8
Беријев Бе-8 (рус. Бериев Бе-8) је авион амфибија који је пројектовала и израдила компанија ТАНТК Бериев. Пројектован је као путнички авион за 6 путника. Био је то једномоторни хидроавион са радијалним мотором АШ-21.

## Пројектовање и развој
Радови на авиону Беријев Бе-8 почели су 1946. године замишљен је као једномоторна амфибија, пројектована првенствено као цивилни вишенаменски авион. Могао би да се користи као авион за везу, путнички, амбулантни, авион за обуку и снимање из ваздуха, као и авион за извиђање на леду и риболов. Пројектом је руководио главни инжењер Георгиј Михајлович Беријев а пројектантски радови су се одвијали неуобичајеном брзином тако да је први прототип полетео већ 3. децембра 1947.

## Технички опис
Технички опис је направљен на основу извора.
Труп је потпуно металне конструкције то је уствари чамац са кобиличастим дном. Чамац је водонепропусним преградама подељен на пет делова: прамчани, пилотски, средњи, путнички и репни одељак. Кокпит се налази у прамцу чамца. У средњем делу чамца налазе се нише за одлагање уређаја и прибора. У путничкој кабини има шест седишта и пет прозора. Иза другог реда налази се корман воденог кормила. Управљање воденим кормилом је помоћу шипки и синхронизовано са ваздушним кормилом.  Кокпит и путнички простор загревани су системом који користи топлоту издувних гасова из мотора.
Погонска група се састоји од једног ваздушно хлађени радијалног клипног мотора звездастог облика, са једностепеним компресором Швецов АШ-21, снаге 520 kW и трокраког вучног металног пропелера пречника 3,0 м. Мотор се налази на врху средишњег дела, изнад кокпита. Гориво се налази у два мека резервоара у средишњем делу укупног капацитета 630 литара.
Крило је потпуно метално. Састоји се из три дела. Средишњи правоугаони део је пилоном везан за труп авиона и са по два коса подупирача са сваке стране трупа ослоњен на труп, у овом делу крила су смештени мотор и два резервоара за гориво. Овај део крила је дебелог профила константне дебљине. Две одвојиве конзоле (полукрило) је трапезног облика променљиве дебљине профила која се сањује ка крајевима. На крилним конзолама су причвршћена два неувлачива потпорна пловка. Пловци су металне конструкције и подељени су водонепропусним преградама у три одељка. Крила су опремљена закрилцима и елеронима чија је констркукција као и крила, носећа конструкција од дуралумина а облога од алуминијумског лима причвршчена за основну конструкцију закивцима. Покретним елементима крила (закрилци и елерони) се управља механичким путем. Излазна ивица крила је управна на осу трупа авиона док је нападна ивица благо закошена ка репу авиона. 
Репне површине вертикални стабилизатор и кобилица (труп) чине једну целину и потпуно су метални. Хоризонтални стабилизатори се налазе на половини висине вертикалног стабилизатора и конзолно су причвршћени за њега. Кормило правца и дубине имају метални оквир и облогу од платна. Кормила су опремљена тримерима и имају аеродинамичку компензацију и балансирање тежине. Управљање кормилом правце се обавља механичким полугама а кормилима дубине као и тримерима се управља помоћу челичних сајли.
Стајни трап је класичног типа са две предње ноге и репним точком. Предње ноге се у лету или при пловидби подижу поред трупа а репни точак се увлачи у труп авиона за време пловидбе и лета. Управљање чишћењем и испуштање стајног трапа је електромеханичко. Амортизација стајног трапа је уљно-пнеуматско, а кочење точкова је пнеуматско.

## Верзије
Хидроавион Беријев Бе-8 је направљен у два истоветна примерка (прототип).

## Оперативно коришћење
Укупно су направљене две летелице Бе-8, од којих је једна имала несрећу. Друга летилица је коришћена као летећа лабораторија. Пошто су у то време у ЦАГИ-ју експериментисали са подводним крилима на Бе-8 су уградили ова крила и добијени су изванредни резултати, реп авиона се одвајао од површине воде знатно пре узлетања. Са крилима се Бе-8 врло лако одвајао од водене површине али су ова крила у лету стварала додатни отпор што је успоравало авион. Упркос високој оцени стручњака, Бе-8 није ушао у серијску производњу.

## Земље које су користиле авион
- Русија
- СССР